# Zikmund II. Druget
Zikmund II. Druget(h) (maďarsky. II. Drugeth Zsigmond) byl uherský šlechtic, poslední člen humenské větve rodu Drugetů.

## Život
Narodil se jako syn Jiřího IV. Drugeta a jeho manželky Marie Esterházyové.
Vystudoval na Vídeňské univerzitě, kde v roce 1676 získal doktorát. Zemplínským županem se stal v roce 1675, pak i županem Užské a Boršodské stolice. Císař Leopold ho pověřil funkcí královského komorníka. Byl zvolen také do komise na úpravu práva svobod, na vracení kostelů evangelíkům a na úpravu hranic s Polskem.
Když vypuklo povstání kežmarského šlechtice Imricha Tökölyho (1683) postavil se Zikmund Druget proti povstalcům, zosnoval kongregaci na hradě Čičva. To se mu stalo osudným. Tököly za pomoci tureckého vojska chtěl zjednat pořádek v severovýchodních stolicích a táhl tam se svým vojskem. Po cestě zabral hrady Užhorod, Čičva a Třebíč. Humenné tehdy padlo bez boje. Tököly zabavil veškerý Drugetovský majetek, samotného Zikmunda zajal, odvlekl do Košic, kde byl roku 1684 sťat. Zikmundem Drugetem končí dlouhá éra Drugetů v Uhersku i v Humenném.
Zikmund neměl syna, zanechal po sobě pouze tři dcery.
Drugetovský majetek se členil na panství Humenné s 32 vesnicemi, Snina s kurií a 5 vesnicemi, Užhorod s 28 vesnicemi a hrad Trebšov s 9 vesnicemi. Majetky Drugetů prošly donací (darováním) Leopolda I. na jeho dcery.
Sninské panství připadlo jeho dceři Kláře, provdané za hraběte Petra Zichyho. V tomto manželství se narodily tři děti. František, pozdější biskup v Győru, Anna Maria, která se provdala za hraběte Čákiho a Terezie, manželka hraběte van Dernatha. Později Sninské panství zdědila hraběnka Anna Marie, a protože její manželství s hrabětem Čákym bylo bezdětné, připadlo v roce 1770 hraběnce Terezii van Dernáthové a jejím pěti synům.